# متولد چهارم جولای
متولد چهارم جولای یا متولد چهارم ژوئیه (به انگلیسی: Born on the Fourth of July، ترجمهٔ دقیق: متولدشده در چهارم جولای) یک فیلم درام جنگی است که بر اساس کتاب زندگی‌نامه ران کوویچ سرباز آمریکایی حاضر در جنگ ویتنام ساخته شده‌است.
کارگردان این فیلم، الیور استون است و فیلم‌نامه این فیلم را استون و ران کوویچ نوشته‌اند. این فیلم محصول سال ۱۹۸۹ سینمای آمریکا است و تام کروز بازیگر نقش اصلی فیلم ران کویچ است.
این فیلم دومین فیلم از سه‌گانه جنگ ویتنامی الیور استون است که شامل جوخه (۱۹۸۶) متولد چهارم ژوئیه (۱۹۸۹) و زمین و بهشت (۱۹۹۳) می‌شود.

## داستان
فیلم از کودکی ران شروع شده و به سال‌های نوجوانی و تحصیل او در دبیرستان می‌رسد و سپس خدمت سربازی و سپس انجام وظیفه در نیروی تفنگداران دریایی آمریکا در ویتنام را به تصویر کشیده و با نمایش حادثه‌ای که منجر به قطع نخاع و فلج نیم‌تنه پائین او می‌شود دوران بازپروری و بهبود او در بیمارستان کهنه‌سربازان برانکس را توضیح داده و سپس تحول شخصیتی او را به یک فعال مخالف جنگ شرح می‌دهد.

## بازیگران
- تام کروز
- کیرا سجویک
- ریموند جی. بری
- جری لوین
- فرانک ویلی
- ویلم دفو
- کارولین کاوا
- لیلی تیلور
- استیون بالدوین
- جسیکا پرونل
- تام برنگر
- ویلم دفو
- برایان تارانتینا

## جوایز و افتخارات
این فیلم برنده دو جایزه اسکار بهترین کارگردانی و تدوین و نامزد ۶ اسکار بهترین فیلم، فیلم‌نامه اقتباسی، بازیگر نقش اصلی (تام کروز)، موسیقی، و فیلمبرداری شد. در جشنواره گلدن گلوب هم چهار جایزه بهترین کارگردانی، بهترین فیلم درام، بهترین فیلم‌نامه و بهترین بازیگر فیلم درام (تام کروز) به این فیلم رسید.